# 桜ミク
桜ミク（さくらミク）は、クリプトン・フューチャー・メディアのバーチャルアイドル「初音ミク」の派生キャラクター。名称が定着する前には「初音ミク 桜バージョン」という別名で呼ばれていた。
春をモチーフとしており、全体的にピンク色を基調として桜やさくらんぼをデザインに織り込んでいるのが特徴。冬の風物詩となった冬季仕様の「雪ミク」に対し、春の桜ミクというイメージも根付いている。
2019年より「弘前さくらまつり」の公式応援キャラクターに就任している。

## 概要
桜ミクのルーツは2011年に開催された公式ライブ「初音ミク ライブパーティー♪」東京公演の会場限定特典として配布されたフィギュア「ねんどろいどぷらす 初音ミク 桜バージョン チャーム」と言われている。一方でファンアートがベース（起源）という説もあるが、公式には言及されていない。
2019年、クリプトン公式メインビジュアルとしてKEIのイラストが採用され、ピアプロキャラクターズの公式ポータル「piapro.net」に掲載された。

## 地域振興
下記のイベント・事業では、広告（桜ミクを通じた企画の発信）やグッズ販売、展示なども行われている。
弘前さくらまつり
桜ミクは2019年3月7日付けで青森県の「弘前さくらまつり」の公式応援キャラクターに就任しており、日本有数の桜の街の魅力が桜ミクというキャラクターに乗せて発信されている。このほか、弘前観光コンベンション協会の協力を得て弘前市の魅力を発信する観光ガイドマップやコラボグッズ、ラッピング電車/タクシーなど様々な企画を展開している
雪ミクがクリプトン主催の「SNOW MIKU」と共に定着したのに対し、桜ミクはこれまで特定のイベントとコラボしておらず、散発的な展開に留まっていた。そんな中、本イベントで桜ミクが起用されたことはファンにとって今後の展開に大きな期待が膨らむものであったという。
桜ミクの弘前での展開は無事受け入れられ、企画の立役者の一人であるクリプトン社の齋藤大輔は「すごくいいパートナーに巡り会えた」と発言している。
弘前ねぷたまつり
2019年弘前ねぷたまつりにて、上記のさくらまつりの流れで桜ミクとコラボする運びとなった。
ひろはこ
2022年4月より、弘前市と函館市の観光事業「ひろはこ」にも起用されている。

## 模型・ぬいぐるみ

### フィギュア・プラモデル
- 「ねんどろいど  桜ミク」シリーズ
  - 上述した通り、初の商品化はグッドスマイルカンパニー（以下、グッスマ）の「ねんどろいどぷらす 初音ミク 桜バージョン チャーム」であり、名義は異なるがこれが桜ミクの起源という扱いになっている[1]。
  - 2013年3月には“ぷちでびる”によるリデザイン版の「ねんどろいど 桜ミク」が発売[1]。以後も桜ミクのねんどろいど商品が展開される。
  - 2015年3月発売の「ねんどろいど 桜ミク Bloomed in Japan」はグッスマの国内工場出荷（メイドインジャパン）の第1弾を記念した商品である[12]。
  - この他にも「ねんどろいどぷち」、「ねんどろいどどーる」でも展開されている。
- 桜ミクダヨー
  - 「ミクダヨー」の桜ミクverとして、2013年のエイプリルフール企画にて初登場[1]。企画内容は桜ミクダヨーのねんどろいど製品が展開されるというもので、該当ページには「原型制作 ミクダヨー、制作協力 ミクダヨー、製造協力 ミクダヨー、企画協力 ミクダヨー」と記載されている。
  - 2015年には上記の企画から一転、本当に「ねんどろいど 桜ミクダヨー」として商品化・発売された（付属アイテム：三色団子、大トロ寿司）[12]。
- 1/10 桜ミク feat.KEI（フィギュアJAPAN キャラクター・ボーカル・シリーズ 01 初音ミク編）
  - 書籍「フィギュアJAPAN キャラクター・ボーカル・シリーズ 01 初音ミク編」に付属するスケールフィギュア（原画：KEI）[13]。

#### その他のシリーズ（フィギュア・プラモデル）
上記以外では以下のシリーズにて展開されている（パブリッシャー別・五十音順）。
- KADOKAWA
  - 「摔倒的初音未来」シリーズ
- 广东圣斯基工业设计有限公司（国外）
  - キット（Yolopark X Soskill）
- グッドスマイルカンパニー
  - スケール（1/6）
  - HELLO! GOOD SMILE
  - グッスマくじ[14]
  - POP UP PARADE
- コトブキヤ
  - フレームミュージック・ガール[15]
- 上海布鲁可科技集团有限公司
  - 可動式フィギュア
- セガ
  - プライズ
- タイトー
  - スケール（1/7）
  - タイトーくじ
- タカラトミー
  - 肩ズンFig.
- バンプレスト
  - プライズ
- マックスファクトリー
  - figma[16]
- フリュー
  - プライズ
- Youtooz（国外）
  - Youtoozフィギュア

## その他のメディアミックス

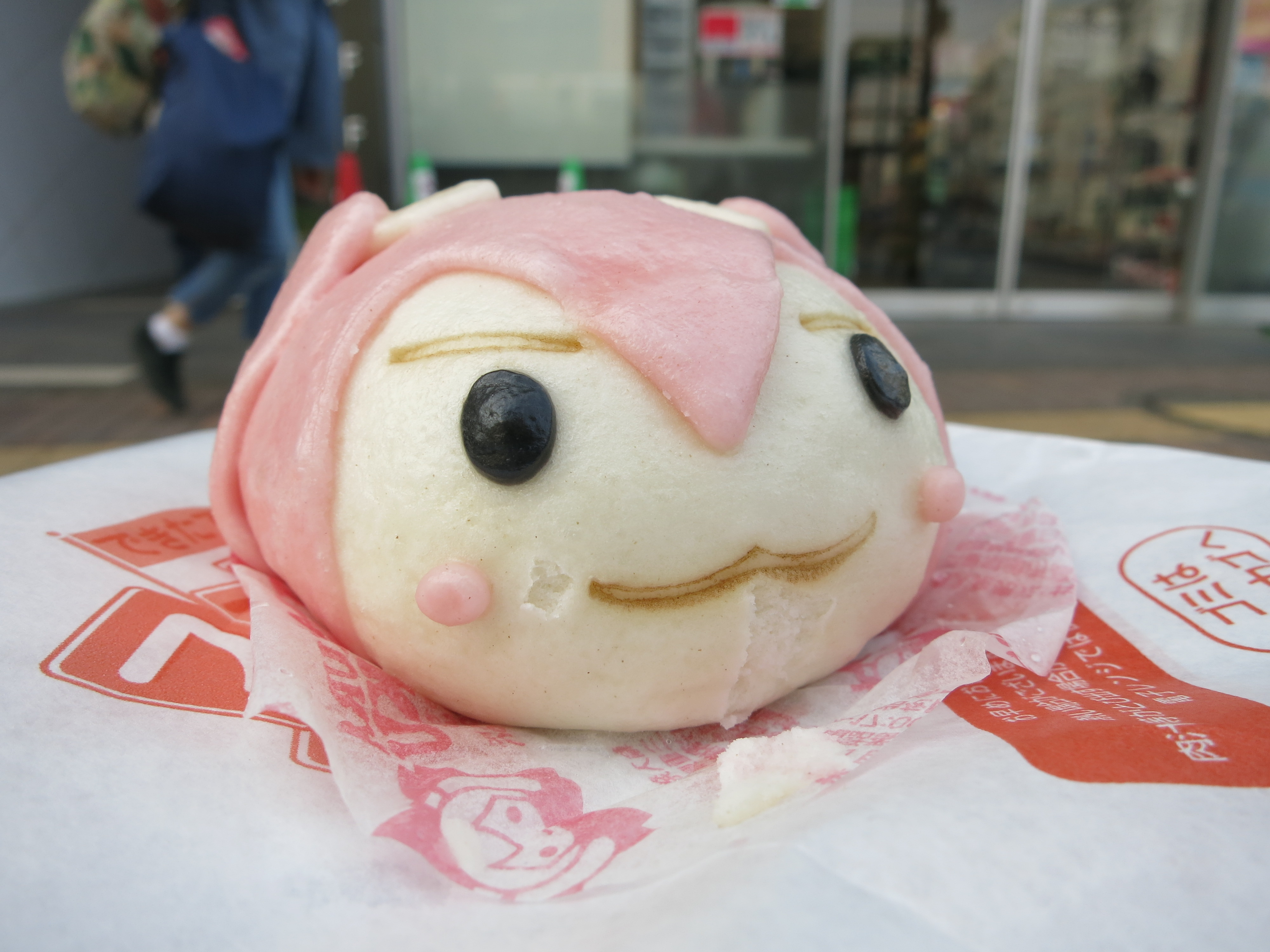
桜ミクまん

初音ミクのメディア展開において初音ミクのバリエーションの一つとしてラインナップに加えられるケースが多い。また、通常のミクではなく桜ミクが先に起用されるケースもある。
本節では、通常のミクではなく“桜ミクを主軸としたメディア展開”の一部を解説する。
桜ミクラッピング電車
2019年より弘前観光コンベンション協会とのコラボで桜ミクのラッピング電車が期間限定で運行。
桜ミク×アニメイトカフェ
2021年、グッドスマイル×アニメイトカフェ（秋葉原/大阪日本橋）にて、2021年3月10日から4月12日までコラボカフェが開催された。
桜ミク POP UP SHOP
『桜ミク』 POP UP STORE
全国ロフト6店舗で「『桜ミク』 POP UP STORE in ロフト」が2024年3月から5月にかけて開催。
弘前プラザホテル
2024年4月より、「桜ミク×ひろはこ」の一環として青森県弘前市の弘前プラザホテルにおいて桜ミクコラボルーム宿泊及びオリジナルグッズを期間限定で展開。コラボルーム50泊分の予約が受付開始からわずか40分で売り切れ、ホテルの小村寛支配人は「素直に驚いている。人気キャラとコラボできて光栄」と語った。
開創1150年記念 醍醐寺 国宝展×桜ミク
2024年6月15日～8月25日に大阪中之島美術館で開催される醍醐寺の大規模名宝展「開創1150年記念 醍醐寺 国宝展」とのコラボ。展覧会会場内で来場者のスマートフォンを利用したAR体験や限定グッズの販売が行われるほか、開催中の館内放送が初音ミクの音声となり、音声ガイドのスペシャルトラックとしてミクの担当パートも収録される。